# Xiejiapu (köpinghuvudort i Kina, Hunan Sheng, lat 28,83, long 111,80)
Xiejiapu (kinesiska: 谢家铺, 谢家铺镇) är en köpinghuvudort i Kina. Den ligger i provinsen Hunan, i den södra delen av landet, omkring 130 kilometer nordväst om provinshuvudstaden Changsha. Antalet invånare är 19 997. Befolkningen består av 10 037 kvinnor och 9 960 män. Barn under 15 år utgör 13,0 %, vuxna 15-64 år 72 %, och äldre över 65 år 13,0 %.
Runt Xiejiapu är det tätbefolkat, med 411 invånare per kvadratkilometer. Närmaste större samhälle är Shimenqiao, 10,1 km nordväst om Xiejiapu. Trakten runt Xiejiapu består till största delen av jordbruksmark.
Genomsnittlig årsnederbörd är 1 808 millimeter. Den regnigaste månaden är maj, med i genomsnitt 302 mm nederbörd, och den torraste är december, med 45 mm nederbörd.